# FILI
FILI – Center för litteraturexport, på finska FILI – Kirjallisuuden vientikeskus, på engelska FILI – Finnish Literature Exchange, grundades år 1977 som en del av Finska litteratursällskapet med syfte att främja finländsk litteratur - finsk, finlandssvensk och samisk litteratur - internationellt.